# Different Creatures
Different Creatures è il secondo album in studio del gruppo indie rock britannico, Circa Waves. L'album è stato pubblicato il 10 marzo 2017 tramite Virgin EMI Records. La recensione del quotidiano The Guardian definiva l'album "più scuro, più denso" del loro debutto. ITunes invece ha scritto: "La crescente potenza e profondità del marchio segna il secondo album di questo gruppo di Liverpool"

## Tracce
1. Wake Up – 3:25
2. Fire That Burns – 3:50
3. Goodbye – 3:13
4. Out On My Own – 5:13
5. Different Creatures – 3:51
6. Crying Shame – 3:06
7. Love's Run Out – 2:40
8. Stuck – 3:33
9. A Night On The Broken Tiles – 4:11
10. Without You – 3:36
11. Old Friends – 3:23